# Lliga de Campions Femenina de la UEFA 2018-19
La Lliga de Campions Femenina de la UEFA 2018-19 és la 18a edició del campionat de clubs femenins més important d'Europa i la 10a des que va passar a anomenar-se Lliga de Campions Femenina de la UEFA. La final es dugué a terme al Groupama Arena de Budapest, Hongria. Aquesta va ser la primera vegada que es va disputar la final a partit únic en què la ciutat amfitriona de la final de la Lliga de Campions femenina no va ser assignada automàticament a la ciutat que va guanyar la candidatura per acollir la final de la Champions masculina.
L'Olympique de Lió defensava el títol obtingut la temporada anterior i guanyà la final contra el FC Barcelona per 4-1, aconseguint el seu sisè títol global i quart consecutiu.

## Equips participants

### Distribució
El format de la competició es va mantenir sense canvis respecte als anys anteriors: primer la fase de grups (amb quatre equips a cada grup), seguida de la fase eliminatòria a partir dels 32ens de final (amb partits d'anada i tornada) i la final a partit únic.
A diferència de la Lliga de Campions masculina, no totes les associacions incloïen algun equip, de manera que el nombre exacte d'equips que entraven a cada ronda (ronda de classificació i ronda de 32) no es va poder determinar fins que la llista completa d'equips va ser coneguda. En general, els campions de les dotze millors associacions i els subcampions de les associacions més ben valorades (nombre exacte en funció del nombre d'inscripcions) van passar directament a la ronda de setzens de final. Tots els altres equips, subcampions d'associacions més baixes i campions d'associacions a partir del dia 13, van entrar a la fase de classificació, amb els guanyadors del grup i un màxim de dos millors segons avançant a la ronda de setzens.
Per primera vegada Suïssa va tenir dos equips reemplaçant Escòcia entre les 12 associacions amb millor qualificació.

### Equips
| Fase de Grups         | Fase de Grups          | Fase de Grups      | Fase de Grups        |
| --------------------- | ---------------------- | ------------------ | -------------------- |
| VfL Wolfsburg         | Bayern Múnic           | Olympique Lyonnais | Paris Saint-Germain  |
| Linköpings FC         | FC Rosengård           | Chelsea FC         | Manchester City FC   |
| Atlético de Madrid    | FC Barcelona           | Fortuna Hjørring   | Brøndby IF           |
| Juventus FC           | Fiorentina             | Zvezda 2005 Perm   | Ryazan-VDV           |
| FC Zürich             | Sparta Praga           | St. Pölten         | LSK Kvinner          |
| Fase de Classificació |                        |                    |                      |
| FC Basilea            | Slavia Praha           | Landhaus Viena     | Avaldsnes            |
| Glasgow City          | Ajax                   | BIIK Kazygurt      | Górnik Łęczna        |
| Barcelona FA          | Þór/KA                 | Spartak Subotica   | Olimpia Cluj         |
| MTK Hungária          | Anderlecht             | SFK 2000 Sarajevo  | Gintra Universitetas |
| Ataşehir Belediyespor | Olimpija Ljubljana     | FC Honka           | Sporting CP          |
| FC Minsk              | Zhytlobud-1 Khàrkiv    | Elpides Karditsas  | Wexford Youths       |
| Osijek                | Kiryat Gat             | Pärnu              | NSA Sofia            |
| Slovan Bratislava     | EB/Streymur/Skála      | Linfield           | Cardiff Met.         |
| Breznica Pljevlja     | Vllaznia Shkodër       | Mitrovica          | Rīgas FS             |
| Dragon 2014           | Agarista-ȘS Anenii Noi | Birkirkara         | FC Martve            |

## Fase de classificació
El sorteig de la fase de classificació es va realitzar a la seu de la UEFA a Nyon, Suïssa, el 22 de juny de 2018. Els equips es van assignar a quatre bombos inicials segons els coeficients dels clubs de la UEFA a l'inici de la temporada.
En cada grup, els equips van jugar entre si una lliga a una sola volta en el camp de l'amfitrió. Els guanyadors de cada grup i els dos finalistes amb el millor resultats contra els equips que van acabar primer i tercer en el seu grup van avançar als setzens de final per unir-se als 20 equips exents de jugar aquesta fase de classificació.

### Grup 1
| 7 d'agost de 2018 | Ajax                                                          | 4–1     | Wexford Youths |                                                               |  |
| 15:00 (14:00 BST) | De Sanders 48' · Jansen 52' · Oudemast 67' · Van der Most 73' | Informe | Jarrett 46'    | Seaview, Belfast · 224 espectadors · Maria Marotta (Itàlia) · |  |

| 7 d'agost de 2018 | Þór/KA                   | 2–0     | Linfield |                                                                   |  |
| 20:30 (19:30 BST) | Calderón 12' · Mayor 83' | Informe |          | Seaview, Belfast · 331 espectadors · Barbara Poxhofer (Àustria) · |  |

| 10 d'agost de 2018 | Ajax                      | 2–0     | Linfield |                                                               |  |
| 15:00 (14:00 BST)  | Salmi 28' · Lewerissa 48' | Informe |          | Seaview, Belfast · 360 espectadors · Ewa Augustyn (Polònia) · |  |

| 10 d'agost de 2018 | Wexford Youths | 0–3     | Þór/KA                                        |                                                                   |  |
| 20:30 (19:30 BST)  |                | Informe | Jessen 5' · Hannesdóttir 10' · Jónsdóttir 18' | Seaview, Belfast · 163 espectadors · Barbara Poxhofer (Àustria) · |  |

| 13 d'agost de 2018 | Þór/KA | 0–0     | Ajax |                                                               |  |
| 17:00 (16:00 BST)  |        | Informe |      | Solitude, Belfast · 20 espectadors · Maria Marotta (Itàlia) · |  |

| 13 d'agost de 2018 | Linfield                 | 2–3     | Wexford Youths                                |                                                               |  |
| 17:00 (16:00 BST)  | Bell 43' · Timoney 90+3' | Informe | Perry 11' (p.p.) · Jarrett 19' · Murphy 90+5' | Seaview, Belfast · 267 espectadors · Ewa Augustyn (Polònia) · |  |

### Grup 2
| 7 d'agost de 2018 | FC Minsk                                                                | 6–0     | Olimpija Ljubljana |                                                                                          |  |
| 14:00             | Pilipenka 40', 45+2' · Ogbiagbevha 44', 77' · Shmatko 58' · Diakité 83' | Informe |                    | ŽŠD Ljubljana Stadium, Ljubljana · 200 espectadors · Tinna Høj Christensen (Dinamarca) · |  |

| 7 d'agost de 2018 | Barcelona FA  | 2–0     | Slovan Bratislava |                                                                                  |  |
| 18:15             | Freda 7', 37' | Informe |                   | ŽŠD Ljubljana Stadium, Ljubljana · 80 espectadors · Karoline Wacker (Alemanya) · |  |

| 10 d'agost de 2018 | FC Minsk             | 1–0     | Slovan Bratislava |                                                                                    |  |
| 14:00              | Pribilová 75' (p.p.) | Informe |                   | ŽŠD Ljubljana Stadium, Ljubljana · 30 espectadors · Iuliana Demetrescu (Romania) · |  |

| 10 d'agost de 2018 | Olimpija Ljubljana | 0–6     | Barcelona FA                                                 |                                                                                   |  |
| 18:15              |                    | Informe | Hayes 48', 67' · Freda 50', 88' · Akaffou 51' · Georgiou 74' | ŽŠD Ljubljana Stadium, Ljubljana · 200 espectadors · Karoline Wacker (Alemanya) · |  |

| 13 d'agost de 2018 | Barcelona FA   | 2–0     | FC Minsk |                                                                                         |  |
| 17:00              | Freda 30', 83' | Informe |          | ŽŠD Ljubljana Stadium, Ljubljana · 40 espectadors · Tinna Høj Christensen (Dinamarca) · |  |

| 13 d'agost de 2018 | Slovan Bratislava | 1–0     | Olimpija Ljubljana |                                                                               |  |
| 17:00              | Hollá 74'         | Informe |                    | Stožice Stadium, Ljubljana · 300 espectadors · Iuliana Demetrescu (Romania) · |  |

### Grup 3
| 7 d'agost de 2018 | Glasgow City  | 1–2     | Anderlecht                         |                                                                  |  |
| 13:30 (12:30 BST) | Ivanuša 90+3' | Informe | - Van Kerkhoven 24' - Van Gorp 82' | Oriam, Edinburgh · 180 espectadors · Tanja Subotič (Eslovènia) · |  |

| 7 d'agost de 2018 | Górnik Łęczna | 12–0    | Martve |                                                                          |  |
| 17:00 (16:00 BST) | Grzywińska 4' · Grabowska 6' · Kamczyk 11', 47', 53', 83' · Zdunek 44', 49' (p.), p' · Zawistowska 68' (p.) · Jędrzejewicz 69' · Sikora 77' | Informe |        | Ainslie Park, Edinburgh · 40 espectadors · Hristiana Guteva (Bulgària) · |  |

| 10 d'agost de 2018 | Glasgow City                                               | 7–0     | Martve |                                                                 |  |
| 13:30 (12:30 BST)  | Grant 4', 23' · Howat 48', 68', 86' · Love 52' · Clark 82' | Informe |        | Oriam, Edinburgh · 180 espectadors · Shona Shukrula (Holanda) · |  |

| 10 d'agost de 2018 | Anderlecht | 0–1     | Górnik Łęczna |                                                                           |  |
| 17:00 (16:00 BST)  |            | Informe | - Matysik 39' | Ainslie Park, Edinburgh · 150 espectadors · Hristiana Guteva (Bulgària) · |  |

| 13 d'agost de 2018 | Górnik Łęczna | 0–2     | Glasgow City        |                                                                  |  |
| 17:00 (16:00 BST)  |               | Informe | Love 33' · Kerr 85' | Oriam, Edinburgh · 220 espectadors · Tanja Subotič (Eslovènia) · |  |

| 13 d'agost de 2018 | Martve | 0–10    | Anderlecht                                                                                             |                                                                       |  |
| 17:00 (16:00 BST)  |        | Informe | De Caigny 17', 17', 35', 73', 85' · Van Kerkhoven 26', 67' · Vătafu 78' · De Frère 82' · Merchiers 82' | Ainslie Park, Edinburgh · 28 espectadors · Shona Shukrula (Holanda) · |  |

### Grup 4
| 7 d'agost de 2018 | Slavia Praha                                                                           | 7–2     | Ataşehir Belediyespor |                                                                                   |  |
| 18:00             | M. Dubcová 16' · Svitková 17' · Divišová 37', 74' · Kožárová 42', 59' · Jarchovská 72' | Informe | Uraz 23' · Akaba 56'  | Hévízi úti Stadion, Budapest · 30 espectadors · Karolina Radzik-Johan (Polònia) · |  |

| 7 d'agost de 2018 | MTK Hungária                                                                | 6–1     | Mitrovica    |                                                                                        |  |
| 18:00             | Nagy 7' · Demeter 44' · Oláh 48' · Csányi 51' · Pinczi 76' (p.) · Molen 79' | Informe | - Gjegji 82' | Hidegkuti Nándor Stadion, Budapest · 420 espectadors · Graziella Pirriatore (Itàlia) · |  |

| 10 d'agost de 2018 | Slavia Praha                                          | 4–0     | Mitrovica |                                                                           |  |
| 17:30              | Divišová 51', 57' · K. Dubcová 66' · Szewieczková 89' | Informe |           | Hévízi úti Stadion, Budapest · 35 espectadors · Meitar Shemesh (Israel) · |  |

| 10 d'agost de 2018 | Ataşehir Belediyespor     | 2–2     | MTK Hungária           |                                                                                        |  |
| 18:00              | Uraz 31' (p.) · Akaba 43' | Informe | - Nagy 33' - Molen 37' | Hidegkuti Nándor Stadion, Budapest · 398 espectadors · Graziella Pirriatore (Itàlia) · |  |

| 13 d'agost de 2018 | MTK Hungária   | 1–4     | Slavia Praha                                                    |                                                                                          |  |
| 17:00              | - Cappuzzo 39' | Informe | Szewieczková 18' · K. Dubcová 63' · Divišová 72' · Svitková 88' | Hidegkuti Nándor Stadion, Budapest · 519 espectadors · Karolina Radzik-Johan (Polònia) · |  |

| 13 d'agost de 2018 | Mitrovica   | 1–6     | Ataşehir Belediyespor                                         |                                                                           |  |
| 17:00              | Jashari 66' | Informe | Sunday 2' · Houij 22', 63' · Çınar 38' · Uraz 41' · Akaba 50' | Hévízi úti Stadion, Budapest · 30 espectadors · Meitar Shemesh (Israel) · |  |

### Grup 5
| 7 d'agost de 2018 | Spartak Subotica | 1–0     | Kiryat Gat |                                                                           |  |
| 17:00             | Pleuler 36'      | Informe |            | Gradski stadion, Nikšić · 25 espectadors · Petra Pavlíková (Eslovàquia) · |  |

| 7 d'agost de 2018 | Basel                                                | 4–0     | Breznica Pljevlja |                                                                                 |  |
| 17:00             | Šundov 22' · Banecki 59' · Buser 65' · Peromingo 68' | Informe |                   | Podgorica City Stadium, Podgorica · 75 espectadors · Viola Raudziņa (Letònia) · |  |

| 10 d'agost de 2018 | Spartak Subotica                     | 4–0     | Breznica Pljevlja |                                                                       |  |
| 18:00              | Okyere 13', 58' · Rosa 40' · Hix 84' | Informe |                   | Gradski stadion, Nikšić · 30 espectadors · Galiya Echeva (Bulgària) · |  |

| 10 d'agost de 2018 | Kiryat Gat | 0–3     | Basel                               |                                                                                 |  |
| 18:00              |            | Informe | Jenzer 12' · Buser 40' · Bunter 54' | Podgorica City Stadium, Podgorica · 20 espectadors · Viola Raudziņa (Letònia) · |  |

| 13 d'agost de 2018 | Basel | 0–5     | Spartak Subotica                                                  |                                                                           |  |
| 17:00              |       | Informe | Hix 36' · Slović 45+2' (p.) · Pavlović 75' · Matić 87' · Baka 90' | Gradski stadion, Nikšić · 70 espectadors · Petra Pavlíková (Eslovàquia) · |  |

| 13 d'agost de 2018 | Breznica Pljevlja                                | 4–4     | Kiryat Gat                                                  |                                                                                 |  |
| 17:00              | Jakovska 11' · Vujadinović 17' · Jankov 53', 57' | Informe | Laiu 8' · Avital 36' · Schulmann 38' · Šaranović 40' (p.p.) | Podgorica City Stadium, Podgorica · 20 espectadors · Galiya Echeva (Bulgària) · |  |

### Grup 6
| 7 d'agost de 2018  | Olimpia Cluj                      | 3–2     | Cardiff Met.                |                                                                                               |  |
| 10:00 (11:00 EEST) | Bâtea 62' · Carp 72' · Browne 74' | Informe | Clipston 24' · Phillips 73' | FC Metalist Training Ground n.2, Vysokyi · 50 espectadors · Justina Lavrenovaitė (Lituània) · |  |

| 7 d'agost de 2018  | Zhytlobud-1 Khàrkiv                                                                              | 8–0     | Birkirkara |                                                                                    |  |
| 16:00 (17:00 EEST) | Shevchuk 6' · Apanashchenko 9' · Kunina 26', 62' · Voronina 36', 43' · Mozolska 78' · Petryk 85' | Informe |            | FC Metalist Training Ground, Vysokyi · 480 espectadors · Marina Višnjić (Sèrbia) · |  |

| 10 d'agost de 2018 | Olimpia Cluj                                                         | 6–1     | Birkirkara   | |  |
| 10:00 (11:00 EEST) | Bâtea 17' · Browne 45' · * Carp 61', 90+2' · Ciolacu 72' · Voicu 77' | Informe | - Parnis 21' | FC Metalist Training Ground n.2, Vysokyi · 75 espectadors · María Dolores Martínez Madrona (Espanya) · |  |

| 10 d'agost de 2018 | Cardiff Met.              | 2–5     | Zhytlobud-1 Khàrkiv                                                              |                                                                                    |  |
| 16:00 (17:00 EEST) | Westhoff 25' · Murray 76' | Informe | Shevchuk 5' · Ovdiychuk 10' · Kochnyeva 39' · Finch 59' (a.) - Apanashchenko 87' | FC Metalist Training Ground, Vysokyi · 400 espectadors · Marina Višnjić (Sèrbia) · |  |

| 13 d'agost de 2018 | Zhytlobud-1 Khàrkiv                 | 3–1     | Olimpia Cluj |                                                                                                 |  |
| 17:00 (18:00 EEST) | Kunina 36' · Apanashchenko 50', 71' | Informe | - Carp 72'   | Metalist Oblast Sports Complex, Khàrkiv · 2,500 espectadors · Justina Lavrenovaitė (Lituània) · |  |

| 13 d'agost de 2018 | Birkirkara                | 2–2     | Cardiff Met.            | |  |
| 17:00 (18:00 EEST) | Giusti 27' · Carabott 44' | Informe | Murray 11' · Turner 35' | FC Metalist Training Ground, Vysokyi · 50 espectadors · María Dolores Martínez Madrona (Espanya) · |  |

### Grup 7
| 7 d'agost de 2018  | BIIK Kazygurt             | 2–1     | Elpides Karditsas |                                                                          |  |
| 11:00 (12:00 EEST) | Gabelia 18' · Ikwaput 69' | Informe | Ariza 7'          | Stadions Arkādija, Riga · 80 espectadors · Marta Frías Acedo (Espanya) · |  |

| 7 d'agost de 2018  | Landhaus Wien                   | 2–1     | Rīgas FS    |                                                                            |  |
| 17:00 (18:00 EEST) | Brunnthaler 18' · Aufhauser 46' | Informe | Ševcova 72' | Stadions Arkādija, Riga · 350 espectadors · Ivana Projkovska (Macedònia) · |  |

| 10 d'agost de 2018 | Elpides Karditsas                   | 3–1     | Landhaus Wien |                                                                           |  |
| 11:00 (12:00 EEST) | Arrieta 8' · Kollia 23' · Ariza 62' | Informe | Kremener 86'  | Stadions Arkādija, Riga · 90 espectadors · Ivana Projkovska (Macedònia) · |  |

| 10 d'agost de 2018 | BIIK Kazygurt                                                 | 5–0     | Rīgas FS |                                                                          |  |
| 17:00 (18:00 EEST) | Zhanatayeva 4' · Ihezuo 7' · Ikwaput 45+1', 59' · Babshuk 83' | Informe |          | Stadions Arkādija, Riga · 200 espectadors · Ifeoma Kulmala (Finlàndia) · |  |

| 13 d'agost de 2018 | Landhaus Wien | 0–2     | BIIK Kazygurt           |                                                                       |  |
| 17:00 (18:00 EEST) |               | Informe | Gabelia 35' · Adule 39' | Skonto Stadium, Riga · 50 espectadors · Marta Frías Acedo (Espanya) · |  |

| 13 d'agost de 2018 | Rīgas FS    | 1–2     | Elpides Karditsas      |                                                                             |  |
| 17:00 (18:00 EEST) | Ševcova 59' | Informe | Xanthi 78' · Spets 81' | Daugavgrivas Stadium, Riga · 100 espectadors · Ifeoma Kulmala (Finlàndia) · |  |

### Grup 8
| 7 d'agost de 2018 | Pärnu                    | 2–0     | Agarista-ȘS Anenii Noi |                                                                                              |  |
| 11:00             | Bannikova 49' · Tülp 66' | Informe |                        | Asim Ferhatović Hase Stadium, Sarajevo · 31 espectadors · Elvira Nurmustafina (Kazakhstan) · |  |

| 7 d'agost de 2018 | SFK 2000 Sarajevo                                                    | 5–0     | Vllaznia Shkodër | |  |
| 17:00             | Bojat 27' · Spahić 45+2' · Kamerić 56' · Hadžić 80' · Djoković 90+2' | Informe |                  | Bosnia and Herzegovina FA Training Centre, Zenica · 200 espectadors · Sílvia Domingos (Portugal) · |  |

| 10 d'agost de 2018 | Vllaznia Shkodër                  | 3–1     | Pärnu              |                                                                                              |  |
| 11:00              | Franja 18' · Gjini 48' · Doci 80' | Informe | Shcherbachenia 12' | Asim Ferhatović Hase Stadium, Sarajevo · 80 espectadors · Elvira Nurmustafina (Kazakhstan) · |  |

| 10 d'agost de 2018 | SFK 2000 Sarajevo                                    | 5–0     | Agarista-ȘS Anenii Noi |                                                                                                   |  |
| 17:00              | Medić 3', 31' · Djoković 23', 45+3' (p.) · Bojat 47' | Informe |                        | Bosnia and Herzegovina FA Training Centre, Zenica · 100 espectadors · Henrikke Nervik (Noruega) · |  |

| 13 d'agost de 2018 | Pärnu             | 1–2     | SFK 2000 Sarajevo         | |  |
| 17:00              | Shcherbachenia 9' | Informe | Djoković 26' · Hadžić 30' | Bosnia and Herzegovina FA Training Centre, Zenica · 200 espectadors · Sílvia Domingos (Portugal) · |  |

| 13 d'agost de 2018 | Agarista-ȘS Anenii Noi | 1–4     | Vllaznia Shkodër                     |                                                                                       |  |
| 17:00              | Colesnicenco 89'       | Informe | Muja 38', 54' · Doci 41' · Gjini 46' | Asim Ferhatović Hase Stadium, Sarajevo · 20 espectadors · Henrikke Nervik (Noruega) · |  |

### Grup 9
| 7 d'agost de 2018  | NSA Sofia                                    | 3–0     | EB/Streymur/Skála |                                                                         |  |
| 13:00 (14:00 EEST) | Radoyska 18' · Gospodinova 37' · Zheleva 68' | Informe |                   | Alytus Stadium, Alytus · 125 espectadors · Sarah Garratt (Anglaterra) · |  |

| 7 d'agost de 2018  | Gintra Universitetas | 1–1     | Honka                    |                                                                     |  |
| 17:00 (18:00 EEST) | Smeda 90+1'          | Informe | - Vehviläinen 31' (pen.) | Alytus Stadium, Alytus · 450 espectadors · Tess Olofsson (Suècia) · |  |

| 10 d'agost de 2018 | Honka                                                       | 5–0     | NSA Sofia |                                                                         |  |
| 12:00 (13:00 EEST) | Tolvanen 16' · Rantala 31' · Malinen 45', 61' · Auvinen 64' | Informe |           | Alytus Stadium, Alytus · 120 espectadors · Sarah Garratt (Anglaterra) · |  |

| 10 d'agost de 2018 | Gintra Universitetas                                                      | 7–0     | EB/Streymur/Skála |                                                                    |  |
| 17:00 (18:00 EEST) | Smeda 5' · Alekperova 22' · Freitas 55', 65', 73' · Țabur 59' · Baham 82' | Informe |                   | Alytus Stadium, Alytus · 315 espectadors · Sandra Strub (Suïssa) · |  |

| 13 d'agost de 2018 | NSA Sofia | 0–9     | Gintra Universitetas |                                                                     |  |
| 17:00 (18:00 EEST) |           | Informe | Veličkaitė 13' · Naydenova 14' (o.g.) · Čubrilo 22', 68' · Freitas 39', 73' · Gailevičiūtė 55' · Țabur 80' · Gudchenko 87' | Alytus Stadium, Alytus · 512 espectadors · Tess Olofsson (Suècia) · |  |

| 13 d'agost de 2018 | EB/Streymur/Skála | 0–7     | Honka                                                                                                |                                                                        |  |
| 17:00 (18:00 EEST) |                   | Informe | Huusko 44' · Tolvanen 57' · Lappalainen 64' · Vehviläinen 69', 90+3' (p.) · Punsar 73' · Vlasoff 84' | Sūduva Stadium, Marijampolė · 35 espectadors · Sandra Strub (Suïssa) · |  |

### Grup 10
| 7 d'agost de 2018 | Avaldsnes                                  | 3–2     | Sporting CP               |                                                                                |  |
| 16:00             | Enganamouit 3' · Waldus 61' · Pedersen 89' | Informe | - Borges 38' - Wojcik 48' | Stadion Gradski vrt, Osijek · 35 espectadors · Cheryl Foster (País de Gales) · |  |

| 7 d'agost de 2018 | Osijek | 13–0    | Dragon 2014 |                                                                              |  |
| 20:15             | Andrlić 8', 45+12', 58' · Joščak 10', 45' · Bulut 45+9' · Balić 49', 50', 56' · Lojna 55' · Balog 68', 72' · Maltašić 80' | Informe |             | Stadion Gradski vrt, Osijek · 208 espectadors · Volha Tsiareshka (Belarús) · |  |

| 10 d'agost de 2018 | Avaldsnes                          | 3–0     | Dragon 2014 |                                                                         |  |
| 16:00              | O'Brien 11' · Luana 21' · Duda 70' | Informe |             | Stadion Gradski vrt, Osijek · 21 espectadors · Reelika Turi (Estònia) · |  |

| 10 d'agost de 2018 | Sporting CP                   | 3–0     | Osijek |                                                                              |  |
| 20:15              | - Wojcik 17' - Silva 38', 75' | Informe |        | Stadion Gradski vrt, Osijek · 478 espectadors · Volha Tsiareshka (Belarús) · |  |

| 13 d'agost de 2018 | Osijek                   | 2–2     | Avaldsnes                    |                                                                                 |  |
| 17:00              | - Joščak 39' - Šalek 60' | Informe | - Abrahamsen 18' - Luana 82' | Stadion Gradski vrt, Osijek · 273 espectadors · Cheryl Foster (País de Gales) · |  |

| 13 d'agost de 2018 | Dragon 2014 | 0–4     | Sporting CP                                              |                                                                            |  |
| 17:00              |             | Informe | - Silva 11' - Fontemanha 27' - Capeta 81' - Borges 90+3' | Stadion HNK Cibalia, Vinkovci · 100 espectadors · Reelika Turi (Estònia) · |  |

## Fase final

### Setzens de final
El sorteig per als setzens de final va tenir lloc el 17 d'agost de 2018, a la seu de la UEFA a Nyon, Suïssa. Els partits d'anada es van disputar els dies 12 i 13 de setembre, i els de tornada els dies 26 i 27 de setembre de 2018.
| 12 de setembre de 2018 | Honka | 0 – 1   | Zürich    |                                                                             |  |
| 18:00 (19:00 EEST)     |       | Informe | Moser 60' | Telia 5G -areena, Hèlsinki · 572 espectadors · Barbara Poxhofer (Austria) · |  |

| 27 de setembre de 2018 | Zürich                                          | 5 – 1   | Honka       |                                                                   |  |
| 19:00                  | Humm 28', 45+1', 51' · Moser 55' (p.) · Sow 64' | Informe | Rantala 90' | Letzigrund, Zúric · 3,066 espectadors · Eleni Antoniou (Greece) · |  |

Zürich guanya 6 – 1 en el global.
| 12 de setembre de 2018 | Fiorentina    | 2 – 0   | Fortuna Hjørring |                                                                                    |  |
| 19:00                  | Mauro 9', 63' | Informe |                  | Stadio Artemio Franchi, Florence · 1,715 espectadors · Ivana Martinčić (Croatia) · |  |

| 26 de setembre de 2018 | Fortuna Hjørring | 0 – 2   | Fiorentina        |                                                                                 |  |
| 19:00                  |                  | Informe | Clelland 15', 25' | Hjørring Stadium, Hjørring · 1,084 espectadors · Désirée Grundbacher (Suïssa) · |  |

Fiorentina guanya 4 – 0 en el global.
| 12 de setembre de 2018 | Ajax                   | 2 – 0   | Sparta Praga |                                                                                   |  |
| 19:00                  | Salmi 47' · Zeeman 55' | Informe |              | Sportpark De Toekomst, Duivendrecht · 998 espectadors · Melis Özçiğdem (Turkey) · |  |

| 26 de setembre de 2018 | Sparta Praga   | 1 – 2   | Ajax               |                                                                        |  |
| 18:00                  | Burkenroad 27' | Informe | Lewerissa 50', 52' | Generali Arena, Praga · 558 espectadors · Silvia Domingos (Portugal) · |  |

Ajax guanya 4 – 1 en el global.
| 12 de setembre de 2018 | Avaldsnes | 0 – 2   | Olympique de Lió      |                                                                                  |  |
| 18:00                  |           | Informe | Henry 50' · Majri 77' | Haugesund Stadion, Haugesund · 2,319 espectadors · Marta Frias Acedo (Espanya) · |  |

| 27 de setembre de 2018 | Olympique de Lió                                   | 5 – 0   | Avaldsnes | |  |
| 18:30                  | Majri 8' · Le Sommer 22', 31' · Hegerberg 55', 81' | Informe |           | Groupama OL Training Center, Décines-Charpieu · 1,214 espectadors · Petra Pavlikova (Eslovàquia) · |  |

Lió guanya 7 – 0 en el global.
| 12 de setembre de 2018 | Ryazan-VDV | 0 – 1   | Rosengård               |                                                                         |  |
| 14:00 (15:00 MSK)      |            | Informe | Belomyttseva 90' (o.g.) | CSK Stadium, Ryazan · 4,500 espectadors · Hristiana Guteva (Bulgària) · |  |

| 26 de setembre de 2018 | Rosengård              | 2 – 0   | Ryazan-VDV |                                                                       |  |
| 19:00                  | Brown 18' · Wieder 75' | Informe |            | Malmö IP, Malmö · 711 espectadors · Karolina Radzik-Johan (Polònia) · |  |

Rosengård guanya 3 – 0 en el global.
| 12 de setembre de 2018 | Juventus FC       | 2 – 2   | Brøndby IF              |                                                                                     |  |
| 19:30                  | Bonansea 43', 84' | Informe | Sørensen 60' · Gejl 72' | Stadio Silvio Piola, Novara · 1,001 espectadors · Anastasia Pustovoitova (Rússia) · |  |

| 26 de setembre de 2018 | Brøndby IF   | 1 – 0   | Juventus FC |                                                                                    |  |
| 18:00                  | Sørensen 33' | Informe |             | Brøndby Stadium, Brøndbyvester · 8,531 espectadors · Florence Guillemin (França) · |  |

Brøndby guanya 3 – 2 en el global.
| 12 de setembre de 2018 | SFK 2000 | 0 – 5   | Chelsea FC                                                      |                                                                                        |  |
| 16:00                  |          | Informe | Bright 6' · Spence 22' · Thorisdottir 36' · Ji 87' · Engman 89' | Asim Ferhatović Hase Stadium, Sarajevo · 2,200 espectadors · Frida Nielsen (Denmark) · |  |

| 26 de setembre de 2018 | Chelsea FC                                                            | 6 – 0   | SFK 2000 |                                                                                   |  |
| 20:30 (19:30 BST)      | Spence 4' · Kirby 31', 77' · Mjelde 50' · Blundell 86' · Cuthbert 90' | Informe |          | Kingsmeadow, Kingston upon Thames · 667 espectadors · Simona Ghisletta (Suïssa) · |  |

Chelsea guanya 11 – 0 en el global.
| 13 de setembre de 2018 | Atlético de Madrid | 1 – 1   | Manchester City FC |                                                                                    |  |
| 19:30                  | Robles 89'         | Informe | Bonner 16'         | Estadi Cerro del Espino, Majadahonda · 1,671 espectadors · Sara Persson (Suècia) · |  |

| 26 de setembre de 2018 | Manchester City FC | 0 – 2   | Atlético de Madrid          |                                                                                 |  |
| 20:00 (19:00 BST)      |                    | Informe | Meseguer 4' · Ludmila 45+1' | Academy Stadium, Manchester · 1,178 espectadors · Lina Lehtovaara (Finlàndia) · |  |

Atlético Madrid guanya 3 – 1 en el global.
| 12 de setembre de 2018 | Þór/KA | 0 – 1   | VfL Wolfsburg |                                                                     |  |
| 18:30 (16:30 WET)      |        | Informe | Harder 31'    | Þórsvöllur, Akureyri · 1,529 espectadors · Eszter Urbán (Hongria) · |  |

| 26 de setembre de 2018 | VfL Wolfsburg          | 2 – 0   | Þór/KA |                                                                       |  |
| 18:00                  | Harder 28' · Masar 66' | Informe |        | AOK Stadion, Wolfsburg · 1,213 espectadors · Amy Fearn (Anglaterra) · |  |

VfL Wolfsburg guanya 3 – 0 en el global.
| 13 de setembre de 2018 | Gintra Universitetas | 0 – 3   | Slavia Praha                           |                                                                                 |  |
| 17:00 (18:00 EEST)     |                      | Informe | M. Dubcová 63', 88' · Szewieczková 79' | Savivaldybė Stadium, Šiauliai · 1,500 espectadors · Tanja Subotič (Eslovènia) · |  |

| 27 de setembre de 2018 | Slavia Praha                             | 4 – 0   | Gintra Universitetas |                                                                        |  |
| 18:30                  | Kožárová 2', 28', 68' (p.) · Herndon 73' | Informe |                      | FK Viktoria Stadion, Praga · 651 espectadors · Paula Brady (Irlanda) · |  |

Slavia Praha guanya 7 – 0 en el global.
| 12 de setembre de 2018 | BIIK Kazygurt                                   | 3 – 1   | Barcelona  |                                                                              |  |
| 13:00 (17:00 ALMT)     | Alexia 45+6' (p.p.) · Ikwaput 49' · Gabelia 60' | Informe | Duggan 66' | BIIK Stadium, Shymkent · 2,800 espectadors · Zuzana Valentová (Eslovàquia) · |  |

| 26 de setembre de 2018 | Barcelona                                | 3 – 0   | BIIK Kazygurt |                                                                                |  |
| 18:00                  | Guijarro 4' · Torrejón 48' · Martens 90' | Informe |               | Mini Estadi, Barcelona · 1,667 espectadors · Justina Lavrenovaitė (Lituània) · |  |

Barcelona guanya 4 – 3 en el global.
| 12 de setembre de 2018 | Barcelona FA | 0 – 2   | Glasgow City             |                                                                        |  |
| 15:30 (16:30 EEST)     |              | Informe | Lauder 3' · Crichton 83' | Tsirio Stadium, Limassol · 417 espectadors · Viola Raudziņa (Latvia) · |  |

| 27 de setembre de 2018 | Glasgow City | 0 – 1   | Barcelona FA |                                                                           |  |
| 20:30 (19:30 BST)      |              | Informe | Freda 7'     | Petershill Park, Glasgow · 511 espectadors · Ifeoma Kulmala (Finlàndia) · |  |

Glasgow City guanya 2 – 1 en el global.
| 12 de setembre de 2018 | Spartak Subotica | 0 – 7   | Bayern Múnic                                                                                          |                                                                                     |  |
| 16:30                  |                  | Informe | Lewandowski 12' · Roord 29', 39' · Magull 64' (p.) · Damnjanović 82' · Demann 87' · Beerensteyn 90+3' | Stadion na Somborskoj kapiji, Subotica · 600 espectadors · Tess Olofsson (Suècia) · |  |

| 26 de setembre de 2018 | Bayern Múnic                                     | 4 – 0   | Spartak Subotica |                                                                                |  |
| 19:00                  | Beerensteyn 18', 53' · Magull 55' · Islacker 64' | Informe |                  | FC Bayern Campus, Múnic · 662 espectadors · Elvira Nurmustafina (Kazakhstan) · |  |

Bayern de Múnic guanya 11 – 0 en el global.
| 12 de setembre de 2018 | St. Pölten    | 1 – 4   | Paris Saint-Germain                           |                                                                           |  |
| 19:10                  | Vágó 65' (p.) | Informe | Bruun 4' · Diani 20' · Katoto 86' · Dudek 90' | NV Arena, Sankt Pölten · 2,412 espectadors · Rebecca Welch (Anglaterra) · |  |

| 27 de setembre de 2018 | Paris Saint-Germain         | 2 – 0   | St. Pölten |                                                                      |  |
| 19:00                  | Katoto 61' (p.) · Pekel 84' | Informe |            | Stade Jean-Bouin, París · 682 espectadors · Ewa Augustyn (Polònia) · |  |

Paris Saint-Germain guanya 6 – 1 en el global.
| 12 de setembre de 2018 | Zhytlobud-1 Khàrkiv | 1 – 6   | Linköping                                                       |                                                                                             |  |
| 17:00 (18:00 EEST)     | Voronina 70'        | Informe | Maanum 26', 60', 86' · Hurtig 48' · D'Anjou 74' · Rasmussen 82' | Metalist Oblast Sports Complex, Khàrkiv · 6,000 espectadors · Marta Huerta De Aza (Spain) · |  |

| 26 de setembre de 2018 | Linköping                                            | 4 – 0   | Zhytlobud-1 Khàrkiv |                                                                               |  |
| 18:00                  | Lantz 9' · Angeldal 11' · D'Anjou 78' · Almqvist 84' | Informe |                     | Linköping Arena, Linköping · 518 espectadors · Ivana Projkovska (Macedònia) · |  |

Linköping guanya 10 – 1 en el global.
| 13 de setembre de 2018 | LSK Kvinner                                   | 3 – 0   | Zvezda-2005 Perm |                                                                         |  |
| 19:00                  | - Sønstevold 2' - Kvernvolden 14' - Haavi 80' | Informe |                  | Jessheim Stadion, Jessheim · 710 espectadors · Maria Marotta (Itàlia) · |  |

| 27 de setembre de 2018 | Zvezda-2005 Perm | 0 – 1   | LSK Kvinner |                                                                      |  |
| 18:30 (19:30 MSK)      |                  | Informe | Haavi 52'   | Sapsan Arena, Moscou · 100 espectadors · Angelika Söder (Alemanya) · |  |

LSK Kvinner guanya 4 – 0 en el global.

### Vuitens de final
El sorteig de vuitens de final va tenir lloc l'1 d'octubre de 2018, a la seu de la UEFA a Nyon, Suïssa. Els partits d'anada es van disputar el 17 i 18 d'octubre, i els de tornada el 31 d'octubre i l'1 de novembre de 2018.
| 17 d'octubre de 2018 | Zürich | 0 – 2   | Bayern Múnic                        |                                                                 |  |
| 19:00                |        | Informe | Herzog 12' (p.p.) · Škorvánková 31' | Letzigrund, Zúric · 4,376 espectadors · Sara Persson (Suècia) · |  |

| 31 d'octubre de 2018 | Bayern Múnic                              | 3 – 0   | Zürich |                                                                            |  |
| 19:00                | Däbritz 42' · Roord 66' · Škorvánková 73' | Informe |        | FC Bayern Campus, Múnic · 652 espectadors · Petra Pavlíková (Eslovàquia) · |  |

Bayern de Múnic guanya 5 – 0 en el global.
| 17 d'octubre de 2018 | VfL Wolfsburg                            | 4 – 0   | Atlético de Madrid |                                                                        |  |
| 19:00                | Harder 46', 67' · Pajor 49' · Hansen 61' | Informe |                    | AOK Stadion, Wolfsburg · 1,523 espectadors · Esther Staubli (Suïssa) · |  |

| 31 d'octubre de 2018 | Atlético de Madrid | 0 – 6   | VfL Wolfsburg                                                     |                                                                                             |  |
| 20:00                |                    | Informe | Popp 15' · Hansen 46' · Harder 61', 65' · Minde 82' · Pajor 90+3' | Estadio Cerro del Espino, Majadahonda · 652 espectadors · Anastasia Pustovoitova (Rússia) · |  |

VfL Wolfsburg guanya 10 – 0 en el global.
| 17 d'octubre de 2018 | Ajax | 0 – 4   | Olympique de Lió                                         |                                                                                       |  |
| 19:00                |      | Informe | Majri 12' · Bacha 27' · Hegerberg 57' · Christiansen 89' | Sportpark De Toekomst, Duivendrecht · 1,783 espectadors · Pernilla Larsson (Suècia) · |  |

| 31 d'octubre de 2018 | Olympique de Lió | 9 – 0   | Ajax |                                                                                                 |  |
| 19:00                | - Cascarino 4', 8' - Renard 17', 22' - Hegerberg 57' - Mbock Bathy 62' - Majri 69' - Bakker 89' (o.g.) - Bronze 90+3' | Informe |      | Groupama OL Training Center, Décines-Charpieu · 1,480 espectadors · Katalin Kulcsár (Hongria) · |  |

Lió guanya 13 – 0 en el global.
| 17 d'octubre de 2018 | Barcelona                                                             | 5 – 0   | Glasgow City |                                                                          |  |
| 18:30                | Hamraoui 12' · Bonmatí 38' · Guijarro 41' · Alves 68' · Mapi León 81' | Informe |              | Mini Estadi, Barcelona · 1,639 espectadors · Ivana Martinčić (Croàcia) · |  |

| 1 de novembre de 2018 | Glasgow City | 0 – 3   | Barcelona                    |                                                                             |  |
| 20:30 (19:30 GMT)     |              | Informe | Duggan 13', 51' · Alexia 48' | Petershill Park, Glasgow · 795 espectadors · Désirée Grundbacher (Suïssa) · |  |

Barcelona guanya 8 – 0 en el global.
| 17 d'octubre de 2018 | Linköping | 0 – 2   | Paris Saint-Germain   |                                                                             |  |
| 18:30                |           | Informe | Katoto 42' · Wang 80' | Linköping Arena, Linköping · 1,639 espectadors · Sandra Bastos (Portugal) · |  |

| 31 d'octubre de 2018 | Paris Saint-Germain                      | 3 – 2   | Linköping                 |                                                                       |  |
| 20:00                | - Kildemoes 30' (o.g.) - Katoto 33', 50' | Informe | Oskarsson 47' · Lantz 71' | Stade Jean-Bouin, París · 899 espectadors · Riem Hussein (Alemanya) · |  |

Paris Saint-Germain guanya 5 – 2 en el global.
| 17 d'octubre de 2018 | Chelsea FC     | 1 – 0   | Fiorentina |                                                                                     |  |
| 20:35 (19:35 BST)    | Carney 8' (p.) | Informe |            | Kingsmeadow, Kingston upon Thames · 804 espectadors · Stéphanie Frappart (França) · |  |

| 31 d'octubre de 2018 | Fiorentina | 0 – 6   | Chelsea FC                                                          |                                                                                       |  |
| 19:30                |            | Informe | Spence 24' · Kirby 38', 53' (p.), 63' · Cuthbert 57' · Bachmann 67' | Stadio Artemio Franchi, Florència · 3,015 espectadors · Lina Lehtovaara (Finlàndia) · |  |

Chelsea guanya 7 – 0 en el global.
| 18 d'octubre de 2018 | Rosengård               | 2 – 3   | Slavia Praha                              |                                                               |  |
| 19:00                | Utland 22' · Mittag 52' | Informe | Pincová 14' · Kožárová 37' · Divišová 57' | Malmö IP, Malmö · 811 espectadors · Amy Rayner (Anglaterra) · |  |

| 1 de novembre de 2018 | Slavia Praha | 0 – 0   | Rosengård |                                                                 |  |
| 18:30                 |              | Informe |           | Eden Arena, Praga · 1.451 espectadors · Cheryl Foster (Wales) · |  |

Slavia Praha guanya 3 – 2 en el global.
| 17 d'octubre de 2018 | LSK Kvinner  | 1 – 1   | Brøndby IF      |                                                                           |  |
| 18:30                | - Reiten 30' | Informe | - Henriksen 35' | Jessheim Stadion, Jessheim · 1,021 espectadors · Eszter Urbán (Hongria) · |  |

| 31 d'octubre de 2018 | Brøndby IF | 0 – 2   | LSK Kvinner                 |                                                                                 |  |
| 18:00                |            | Informe | Sønstevold 70' · Hansen 78' | Brøndby Stadium, Brøndbyvester · 2,975 espectadors · Meliz Özçiğdem (Turquia) · |  |

LSK Kvinner guanya 3 – 1 en el global.

### Quarts de final
El sorteig de quarts de final va tenir lloc el 9 de novembre de 2018, an la seu de la UEFA a Nyon, Suïssa. Els partits d'anada es van disputar el 20 y 21 de març, i els de tornada el 27 de març de 2019.
| 20 de març de 2019 | Slavia Praha   | 1 – 1   | Bayern Múnic |                                                                      |  |
| 18:30              | - Svitková 73' | Informe | - Rolfö 62'  | Eden Arena, Praga · 6,822 espectadors · Rebecca Welch (Anglaterra) · |  |

| 27 de març de 2019 | Bayern Múnic                                              | 5 – 1   | Slavia Praha   |                                                                            |  |
| 19:30              | - Rolfö 24' - Leupolz 33' - Islacker 41', 55' - Roord 83' | Informe | - Svitková 77' | FC Bayern Campus, Múnic · 1,040 espectadors · Monika Mularczyk (Polònia) · |  |

Bayern de Múnic guanya 6 – 2 en el global.
| 20 de març de 2019 | Barcelona                             | 3 – 0   | LSK Kvinner |                                                                        |  |
| 19:00              | - Duggan 3', 24' - Caldentey 36' (p.) | Informe |             | Mini Estadi, Barcelona · 5,563 espectadors · Riem Hussein (Alemanya) · |  |

| 27 de març de 2019 | LSK Kvinner | 0 – 1   | Barcelona    |                                                                                |  |
| 18:30              |             | Informe | - Martens 7' | Åråsen Stadion, Lillestrøm · 5,655 espectadors · Stéphanie Frappart (França) · |  |

Barcelona guanya 4 – 0 en el global.
| 20 de març de 2019 | Olympique de Lió             | 2 – 1   | VfL Wolfsburg |                                                                                              |  |
| 20:45              | - Le Sommer 11' - Renard 18' | Informe | - Fischer 64' | Parc Olympique Lyonnais, Décines-Charpieu · 17,840 espectadors · Kateryna Monzul (Ucraïna) · |  |

| 27 de març de 2019 | VfL Wolfsburg     | 2 – 4   | Olympique de Lió                                       |                                                                            |  |
| 18:15              | - Harder 53', 56' | Informe | - Marozsán 8' - Renard 25' (pen.) - Le Sommer 60', 80' | AOK Stadion, Wolfsburg · 4,445 espectadors · Lina Lehtovaara (Finlàndia) · |  |

Lyon guanya 6 – 3 en el global.
| 21 de març de 2019 | Chelsea FC                    | 2 – 0   | Paris Saint-Germain |                                                                                     |  |
| 20:05 (19:05 GMT)  | - Blundell 73' - Cuthbert 88' | Informe |                     | Kingsmeadow, Kingston upon Thames · 2,616 espectadors · Ivana Martinčić (Croàcia) · |  |

| 27 de març de 2019 | Paris Saint-Germain             | 2 – 1   | Chelsea FC     |                                                                           |  |
| 19:00              | - Diani 47' - Berger 56' (p.p.) | Informe | - Mjelde 90+1' | Stade Jean-Bouin, París · 13,220 espectadors · Sandra Bastos (Portugal) · |  |

Chelsea guanya 3 – 2 en el global.

### Semifinals
El sorteig de semifinals va tenir lloc el 9 de novembre de 2018, a continuació del sorteig de quarts de final, a la seu de la UEFA a Nyon, Suïssa. Els partits d'anada es van disputar el 21 d'abril, i els de tornada el 28 d'abril de 2019.
| 21 d'abril de 2019 | Olympique de Lió          | 2 – 1   | Chelsea FC   |                                                                                              |  |
| 17:00              | Cascarino 27' · Henry 39' | Informe | Cuthbert 72' | Parc Olympique Lyonnais, Décines-Charpieu · 22,911 espectadors · Katalin Kulcsár (Hongria) · |  |

| 28 d'abril de 2019 | Chelsea FC | 1 – 1   | Olympique de Lió |                                                                                 |  |
| 15:00 (14:00 BST)  | Ji 34'     | Informe | Le Sommer 17'    | Kingsmeadow, Kingston upon Thames · 4,670 espectadors · Sara Persson (Suècia) · |  |

Lió guanya 3 – 2 en el global.
| 21 d'abril de 2019 | Bayern Múnic | 0 – 1   | Barcelona    |                                                                                 |  |
| 18:00              |              | Informe | Hamraoui 63' | FC Bayern Campus, Múnic · 2,500 espectadors · Jana Adámková (República Txeca) · |  |

| 28 d'abril de 2019 | Barcelona            | 1 – 0   | Bayern Múnic |                                                                         |  |
| 12:00              | Caldentey 45+2' (p.) | Informe |              | Mini Estadi, Barcelona · 12,764 espectadors · Esther Staubli (Suïssa) · |  |

Barcelona guanya 2 – 0 en el global.

### Final
La final es va disputar el 18 de maig de 2019 al Groupama Arena de Budapest. L'equipo "local" per a la final (per a finalitats administratives) es va determinar mitjançant un sorteig addicional realitzat després dels sorteigs de quarts de final i semifinals.
| Olympique de Lió                        | 4 – 1   | Barcelona     |
| --------------------------------------- | ------- | ------------- |
| * Marozsán 5' - Hegerberg 14', 19', 30' | Informe | * Oshoala 89' |

| Lió | Barcelona |

| GK             | 16 | Sarah Bouhaddi        |     |     |
| RB             | 2  | Lucy Bronze           |     |     |
| CB             | 3  | Wendie Renard (c)     | 25' |     |
| CB             | 29 | Griedge Mbock Bathy   |     |     |
| LB             | 7  | Amel Majri            |     |     |
| CM             | 24 | Jess Fishlock         |     | 72' |
| CM             | 6  | Amandine Henry        |     |     |
| CM             | 10 | Dzsenifer Marozsán    |     |     |
| RW             | 11 | Shanice van de Sanden |     | 63' |
| CF             | 14 | Ada Hegerberg         | 16' |     |
| LW             | 9  | Eugénie Le Sommer     |     | 82' |
| Suplents:      |    |                       |     |     |
| GK             | 1  | Lisa Weiß             |     |     |
| DF             | 4  | Selma Bacha           |     | 82' |
| DF             | 21 | Kadeisha Buchanan     |     |     |
| DF             | 26 | Carolin Simon         |     |     |
| MF             | 5  | Saki Kumagai          |     | 72' |
| FW             | 20 | Delphine Cascarino    |     | 63' |
| FW             | 25 | Sole Jaimes           |     |     |
| Entrenador:    |    |                       |     |     |
| Reynald Pedros |    |                       |     |     |

| GK           | 1  | Sandra Paños           |  |     |
| RB           | 8  | Marta Torrejón         |  |     |
| CB           | 17 | Andrea Pereira         |  | 81' |
| CB           | 4  | Mapi León              |  |     |
| LB           | 15 | Leila Ouahabi          |  |     |
| RM           | 6  | Vicky Losada (c)       |  |     |
| CM           | 14 | Aitana Bonmatí         |  | 69' |
| CM           | 11 | Alexia Putellas        |  |     |
| LM           | 9  | Mariona Caldentey      |  |     |
| CF           | 22 | Lieke Martens          |  |     |
| CF           | 16 | Toni Duggan            |  | 69' |
| Suplents:    |    |                        |  |     |
| GK           | 25 | Gemma Font             |  |     |
| DF           | 3  | Stefanie van der Gragt |  | 81' |
| DF           | 5  | Melanie Serrano        |  |     |
| MF           | 10 | Andressa Alves         |  | 69' |
| MF           | 12 | Patricia Guijarro      |  |     |
| FW           | 20 | Asisat Oshoala         |  | 69' |
| FW           | 21 | Nataixa Andònova       |  |     |
| Entrenador:  |    |                        |  |     |
| Lluís Cortés |    |                        |  |     |